# Dirk De Moor
 (février 2021).
Pour les articles homonymes, voir Moor.
Dirk De Moor, né le 19 janvier 1952 à Wilrijk, est un chef de chœur belge.
Depuis septembre 1990, il est le directeur artistique des Chœurs de l'Union européenne.

## Biographie
Né à Anvers dans une famille d'artistes - son père Bob De Moor, dessinateur de bandes dessinées, fut le bras droit d’Hergé. À l’âge de huit ans, remarqué par l’Abbé Caron, Dirk De Moor entre dans la chorale du Collège St-Pierre à Uccle (Bruxelles), équivalent belge des « Petits Chanteurs à la Croix-de-Bois ». C’est une révélation. Contaminé pour la vie, il fréquente les Académies de Musique d'Uccle et de Saint-Gilles (Bruxelles), puis entre au Conservatoire Royal de Musique de Bruxelles, où il étudie la direction chorale et le chant auprès de la cantatrice Nicole Welbès.
Entre 1979 et 1985, il est membre des ensembles vocaux de la Radio-Télévision Belge Francophone (RTBF) et néerlandophone (VRT), ainsi que des Chœurs de l'Opéra Royal de la Monnaie. Il anime depuis 1971 une dizaine de chœurs mixtes et de chœurs d'hommes. En 1974, il fonde Le Petit Orgue, ensemble de douze chanteurs vocalistes masculins qu'il dirigera jusqu'en 1994. Avec lui, Le Petit Orgue explore le vaste domaine vocal masculin, du Moyen Âge aux compositeurs contemporains, et se spécialise dans l'interprétation des œuvres de Franz Schubert et du répertoire orthodoxe. L’Ensemble se produit 450 fois en Belgique et à l'étranger et enregistre six disques. En 1983, il remporte le Premier Prix aux 20es Rencontres Chorales Internationales de Montreux.
En 1987, lors d’un récital, Dirk De Moor dirige l'Ensemble Vocal Masculin de l’Opéra de la Monnaie.  En juin 1988, il anime les Fêtes de la Musique à Bruxelles avec la participation de 600 choristes. De 1986 à 1997, il est à la tête de l'Ensemble Vocal Masculin de la Grande Synagogue de Bruxelles (e.a. récital avec Joseph Malovany, cantor à la Fifth Avenue Synagogue, New York), quatuor professionnel assurant, grâce à un riche répertoire spécifique, les 80 grandes fêtes et offices religieux qui émaillent l'année liturgique hébraïque.
Dirk De Moor est également maître de plusieurs stages de chant choral. Il fait partie de jurys tant nationaux qu'internationaux : Concours Schubert à Vienne, Rencontres Chorales Internationales de Montreux, etc.
Consacrant sa vie à la musique, Dirk De Moor n’en est pas moins animé d’un idéal humaniste et d’une conviction européenne profonde. L’année 1990, date à laquelle Dirk De Moor prend la direction musicale des Chœurs de l’Union européenne, voit ainsi la rencontre entre ses convictions et sa vocation musicale.
Avec le feu qui le caractérise, il n’a de cesse de transmettre aux choristes à la fois sa passion et l’exigence nécessaire à un programme musical de haute qualité. Ses efforts et son engagement portent leurs fruits. Avec lui, les Chœurs de l’Union européenne opèrent leur mutation vers un ensemble musical de très haute qualité, explorant un répertoire musical ambitieux et souvent méconnu, et multipliant les coopérations avec les ensembles professionnels.
Le 3 septembre 2020, les Chœurs de l’Union européenne fêtaient les 30 ans de direction musicale de Dirk De Moor.